# Topònims de Senyús
Llistat de topònims del territori de l'antic poble de Senyús, de l'antic terme municipal d'Hortoneda de la Conca, actualment integrat en el de Conca de Dalt, del Pallars Jussà, presents a la Viquipèdia.

## Cabanes
| - Cabanot del Parracó | - Cabana del Parrot |  |  |

## Castells
- Torre de Senyús

## Despoblats medievals
- Senyús

## Geografia

### Boscos
| - La Rebolleda | - La Rebollera |  |  |

### Cingleres
| - Rocs de la Torre | - Rocs de la Torre de Senyús | - Feixanc de les Vaques |  |

### Clots
- Clot del Baster

### Collades
| - Pas del Caragol | - Coll de Passavent | - Coll de Pedraficada |  |

### Corrents d'aigua
| - Barranc de la Canal de la Rama - Barranquet Negre | - Llau del Parracó - Llau de Pedra Ficada | - Barranc de la Torre de Senyús - Torrent o llau de Perauba | - Barranc del Vinyal |

### Diversos
| - Els Casalots - Ereta de Baix - Ereta de Damunt | - L'Esgleieta - Forat Negre - Forcat de les Llaus | - Les Maleses - Lo Parracó - Lo Pi Sec | - Canal de la Rama - Cultius de la Torre |

### Entitats de població
- Senyús

### Feixancs
- Feixanc de les Vaques

### Obagues
| - Obaga Negra | - Obaga de Pedra Ficada | - Obaga de la Torre de Senyús | - Obaga del Vinyal |

### Pletius
- Pletiu del Duc

### Roques
| - Roc dels Seguers | - Rocs de la Torre | - Rocs de la Torre de Senyús |  |

### Serres
| - Serra de Cuberes | - Serrat de la Pera |  |  |

### Solanes
| - Solana de Pedraficada | - Solana de la Torre de Senyús |  |  |

### Vies de comunicació
| - Camí de Cuberes a la Coma d'Orient | - Camí del Pi Sec |  |  |